# Okręg wyborczy Seaford
Okręg wyborczy Seaford powstał w 1641 r. i wysyłał do angielskiej, a następnie brytyjskiej, Izby Gmin dwóch deputowanych. Okręg obejmował parafię Seaford w hrabstwie East Sussex. Został zlikwidowany w 1832 r.

## Deputowani do brytyjskiej Izby Gmin z okręgu Seaford

### Deputowani w latach 1641–1660
- 1641–1648: Francis Gerard
- 1641–1648: Thomas Parker
- 1659: Nicholas Meredith
- 1659: James Thurbarne

### Deputowani w latach 1660–1832
- 1660–1670: Thomas Dyke
- 1660–1661: George Parker
- 1661–1681: William Thomas
- 1670–1671: Francis Gratwick
- 1671–1671: Robert Morley
- 1671–1679: Nicholas Pelham
- 1679–1681: Herbert Stapley
- 1681–1685: Edward Montagu
- 1681–1689: Edward Selwyn
- 1685–1689: William Thomas
- 1689–1698: William Campion
- 1689–1690: Nicholas Pelham
- 1690–1695: Henry Pelham
- 1695–1715: William Lowndes
- 1698–1698: William Thomas
- 1698–1701: William Campion
- 1701–1702: William Thomas
- 1702–1702: Thomas Chowne
- 1702–1706: William Thomas
- 1706–1710: George Naylor
- 1710–1713: Thomas Chowne
- 1713–1722: George Naylor
- 1715–1717: William Ashburnham
- 1717–1722: Henry Pelham, wigowie
- 1722–1744: William Gage
- 1722–1734: Philip Yorke, wigowie
- 1734–1755: William Hay
- 1744–1747: William Gage
- 1747–1754: William Pitt Starszy, wigowie
- 1754–1780: William Gage, 2. wicehrabia Gage
- 1755–1768: James Peachey
- 1768–1780: George Medley
- 1780–1784: John Durand
- 1780–1780: John Robinson
- 1780–1784: Christopher D’Oyly
- 1784–1785: Henry Nevill
- 1784–1786: Peter Parker, torysi
- 1785–1786: John Henderson, torysi
- 1786–1790: Henry Flood, wigowie
- 1786–1790: Godfrey Webster, wigowie
- 1790–1794: John Sargent, torysi
- 1790–1792: Richard Paul Jodrell, torysi
- 1792–1796: John Tarleton, wigowie
- 1794–1796: Richard Paul Jodrell, torysi
- 1796–1806: Charles Ellis, torysi
- 1796–1802: George Ellis, torysi
- 1802–1806: Richard Joseph Sullivan, torysi
- 1806–1816: John Leach, torysi
- 1806–1812: George Hibbert, torysi
- 1812–1826: Charles Ellis, torysi
- 1816–1818: Charles Cockerell, wigowie
- 1818–1820: George Watson-Taylor, torysi
- 1820–1826: George Agar-Ellis, wigowie
- 1826–1832: John Fitzgerald, torysi
- 1826–1827: Augustus Frederick Ellis, torysi
- 1827–1827: George Canning, torysi
- 1827–1831: Augustus Frederick Ellis, torysi
- 1831–1832: William Lyon, torysi